# كارير مايلز (إلينوي)
كارير مايلز (بالإنجليزية: Carrier Mills)‏ هي منطقة سكنية تقع في الولايات المتحدة في إلينوي. يقدر عدد سكانها بـ 1,655 نسمة .

## الموقع الجغرافي
الموقع الجغرافي للمناطق المحيطة بهذه النقطة هو كالتالي:

## أعلام
- إيمرسون كول